# Thomas Becket
Thomas Becket (n. 21 decembrie 1119, City of London, Anglia, Regatul Unit – d. 29 decembrie 1170, Catedrala Canterbury, Anglia, Regatul Unit) a fost arhiepiscop de Canterbury din 1162 până în 1170, în timpul regelui Henric al II-lea al Angliei. Este venerat ca sfânt și martir în Biserica Catolică și în Biserica Anglicană.
Ridicându-se împotriva limitării drepturilor Bisericii de către puterea regală, a fost ucis din ordinul regelui. 

## Viața
S-a născut în 1119 în Cheapside, Londra, pe 21 decembrie, ca fiul lui Gilbert Becket și al soției acestuia Matilda.
Unul dintre prietenii bogați ai tatălui său, Richer de L'Aigle, îl invita câteodată pe Thomas la moșia sa din Sussex la vânătoare. Richer de L'Aigle a fost mai târziu unul dintre semnatarii Constituției Clarendon împotriva lui Thomas.
Începând de la vârsta de 10 ani, Thomas a studiat la Merton Priory în Anglia și mai târziu a urmat școala de la Catedrala Sfântul Paul. La vârsta de 20 de ani a petrecut în jur de un an la Paris.
Becket a fost numit arhiepiscop de Canterbury în 1162, la câteva luni după moartea lui Theobald.

## Asasinarea

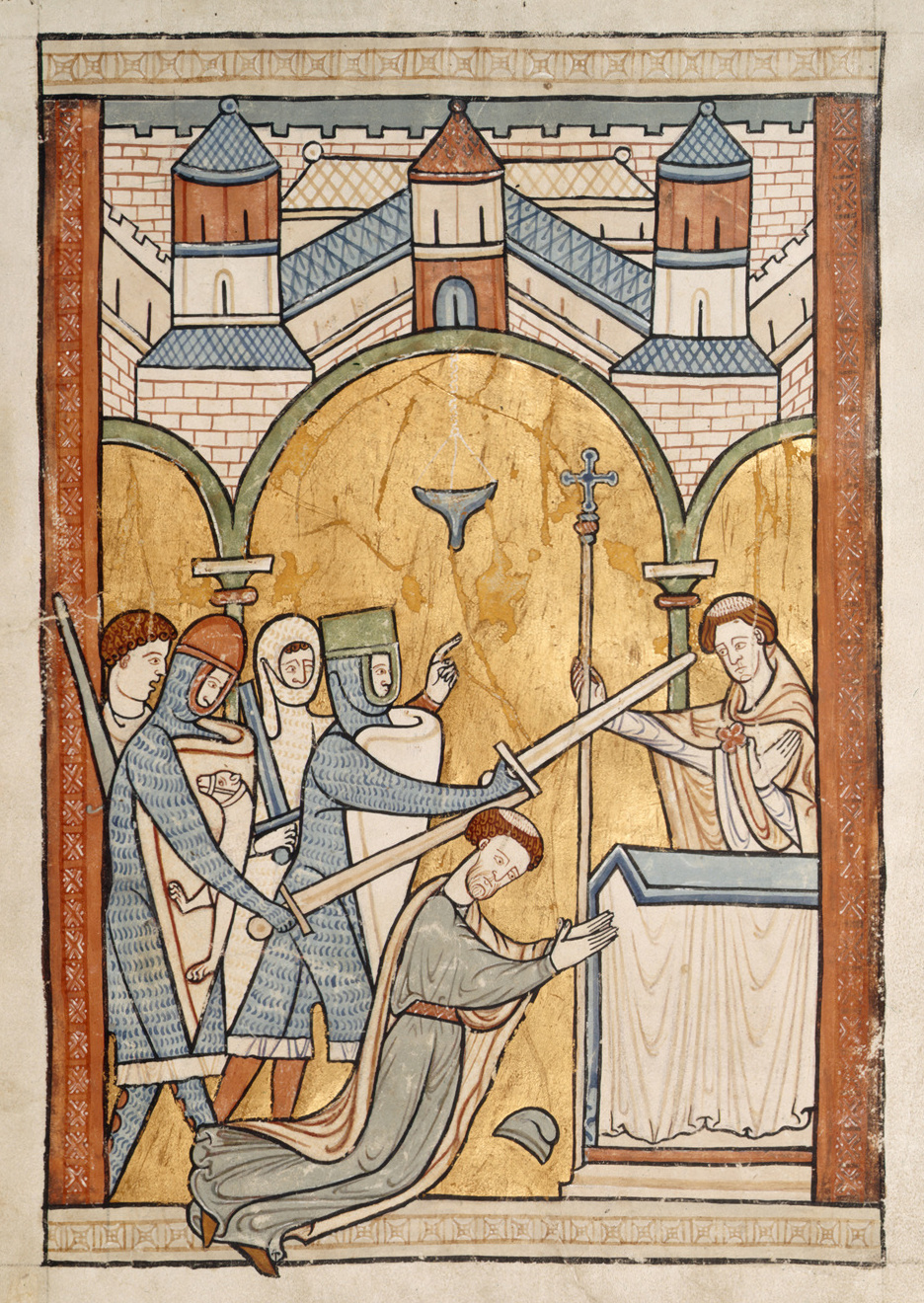
Uciderea arhiepiscopului Thomas Becket, miniatură contemporană evenimentului.

Thomas Becket a fost ucis în Catedrala din Canterbury. Primul din cei patru cavaleri care l-au lovit cu sabia a fost Reginald Fitzurse⁠(en)[traduceți], urmat de William de Tracy⁠(en)[traduceți] și alți doi. Regele Henric al II-lea al Angliei nu a întreprins nimic pentru pedepsirea lor, ci le-a facilitat fuga în Scoția.

## Cult
Thomas Becket a fost canonizat la scurt timp de la moartea sa, în anul 1173. Mormântul sau de la Catedrala din Canterbury a devenit un foarte popular loc de pelerinaj. Începând cu secolul al XIII-lea, cicluri de vitralii cu episoade din viața sfântului au apărut în catedralele din Anglia și de pe continent.

## Mănăstirea de la Șemlac, Timiș
În evul mediu a existat o mănăstire cu hramul „Sfântul Thomas Becket” la Șemlacu Mare, înființată de regele Béla al IV-lea în a doua jumătate a sec. al XIII-lea.

## În film
Richard Burton a interpretat rolul lui Thomas Becket în filmul Becket din 1964. Filmul, o adaptare după piesa de teatru a lui Jean Anouilh, a câștigat Premiul Oscar pentru cel mai bun scenariu adaptat. Rolul regelui Henric al II-lea a fost interpretat de Peter O'Toole.